# David Ferrer
David Ferrer Ern (* 2. April 1982 in Xàbia) ist ein ehemaliger spanischer Tennisspieler.
Ferrer gewann auf der ATP Tour 27 Einzel- und 2 Doppeltitel. Er wurde bekannt als Sandplatzspezialist, es gelangen ihm aber auch auf anderen Belägen gute Resultate. Er gehörte jeweils zur spanischen Davis-Cup-Mannschaft, die 2008, 2009 und 2011 den Titel gewann. Sechsmal stand er im Halbfinale und einmal im Finale eines Grand-Slam-Turniers sowie einmal im Finale des Tennis Masters Cups. Im Juli 2013 erreichte er mit Platz drei seine höchste Platzierung in der Weltrangliste.

## Leben
Ferrer zog im Alter von 13 Jahren mit seiner Familie von Xàbia nach Gandia und zwei Jahre später nach Barcelona, um dort mit Unterstützung der katalanischen Tennisföderation trainieren zu können. Später verbrachte er neun Monate in der Tennisakademie von Juan Carlos Ferrero, ehe er wieder nach Xàbia zurückkehrte.
Am 28. November 2015 heiratete er seine bisherige Freundin Marta. Das Paar bekam im Mai 2018 ein Kind.

## Karriere

### Bis 2005: Erster Titel und Aufstieg zum Top-20-Spieler
Im Jahr 2000 wurde David Ferrer Profi und gewann gleich seine ersten Future-Turniere. Im Jahr darauf sicherte er sich seinen ersten Challenger-Titel. In der Saison 2002 feierte er dann erste Erfolge auf der ATP Tour: in Bukarest konnte er nach einem Sieg über José Acasuso den ersten ATP-Titelgewinn feiern und in Umag ein weiteres Finale erreichen, in dem er sich aber seinem Landsmann Carlos Moyá geschlagen geben musste. Damit stand Ferrer erstmals in den Top 100.
In der Saison 2003 erreichte er im Doppel in Acapulco und im Einzel in Sopot jeweils das Endspiel – beide Male konnte er sich nicht durchsetzen. In Rom überraschte er die Tenniswelt mit einem Sieg über Titelverteidiger und Top-10-Spieler Andre Agassi. 2004 erreichte er in Hamburg erstmals das Viertelfinale eines Masters-Turniers. Ohne weiteren großen Erfolg beendete er die Saison unter den Top 50. 2005 konnte Ferrer sich deutlich steigern: er erreichte zweimal das Halbfinale bei einem Masters-Turnier (Miami und Rom) und stand in Roland Garros erstmals im Viertelfinale eines Grand-Slam-Turniers (Niederlage gegen den späteren Champion Rafael Nadal). Sein einziges Saisonfinale im Einzel verlor Ferrer in seiner Heimatstadt Valencia, wo er sich dem Russen Igor Andrejew geschlagen geben musste. An der Seite von Santiago Ventura gewann er hingegen zwei Titel im Doppel (Viña del Mar und Acapulco) – bis heute seine beiden einzigen. Seine Leistungen spiegelten sich auch im Ranking wider, Ferrer beendete die Saison auf Position 14 und damit erstmals in den Top 20.

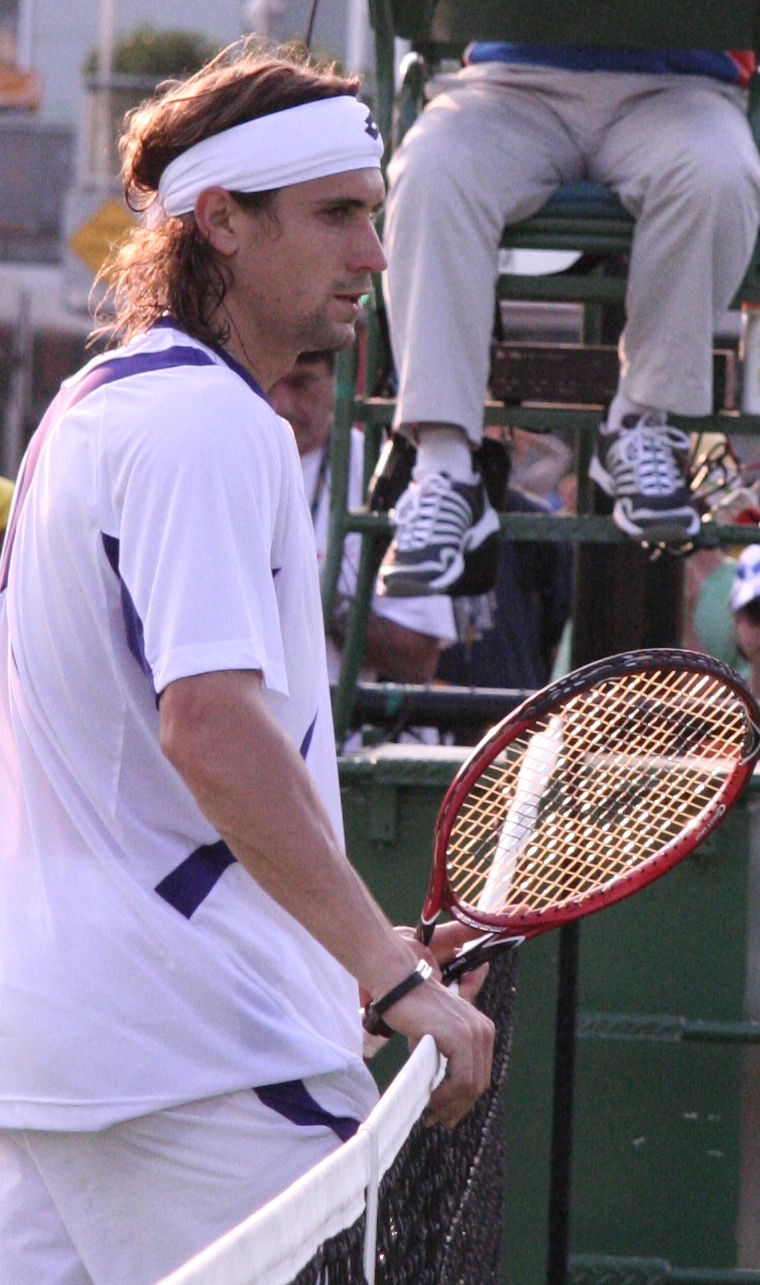
Ferrer 2007 bei den Australian Open

### 2006–2007: Aufstieg zum Top-10-Spieler
Zu Beginn der Saison 2006 zählte Ferrer für die Dauer von fünf Wochen erstmals zu den Top 10, nachdem er bei den Australian Open zum ersten Mal in seiner Karriere das Achtelfinale erreicht hatte. Die Sandplatzsaison verlief mit zwei Viertelfinalteilnahmen in Monte Carlo und Hamburg relativ erfolgreich, obwohl er mit der Drittrundenniederlage gegen Landsmann Rubén Ramírez Hidalgo in Roland Garros nicht an sein Vorjahresergebnis herankam. Im Juli sicherte sich Ferrer nach vier Jahren seinen zweiten ATP-Titel. In Stuttgart rang er José Acasuso in einer Fünfsatzpartie über fünf Stunden nieder. Mit soliden Leistungen – z. B. Einzug ins Achtelfinale von Wimbledon – hielt er seine Weltranglistenposition und beendete die Saison erneut auf Position 14.

Die Saison 2007 eröffnete Ferrer in Auckland mit seinem dritten Titelgewinn, im Finale besiegte er Tommy Robredo. Bei den Australian Open erreichte er wie im Vorjahr das Achtelfinale, wo er sich dem Amerikaner Mardy Fish geschlagen geben musste. Bei den Masters-Turnieren in Indian Wells, Monte Carlo und Hamburg erreichte er jeweils das Viertelfinale. Allerdings haperte es bei den Grand-Slam-Turnieren im Sommer: in Roland Garros wurde er von Fernando Verdasco in der dritten, in Wimbledon von Paul-Henri Mathieu in der zweiten Runde besiegt. Im Juli holte sich Ferrer in Båstad dann seinen zweiten Saisontitel mit einem Finalsieg über Nicolás Almagro. Die nordamerikanische Hartplatzsaison begann vielversprechend, beim Cincinnati Masters erreichte er das Viertelfinale. Noch besser war sein Abschneiden bei den US Open: nach einem Sieg über David Nalbandian besiegte er im Viertelfinale seinen Landsmann Nadal, die Nummer 2 der Welt; in seinem ersten Halbfinale bei einem Grand-Slam-Turnier musste er sich allerdings Novak Đoković geschlagen geben. 

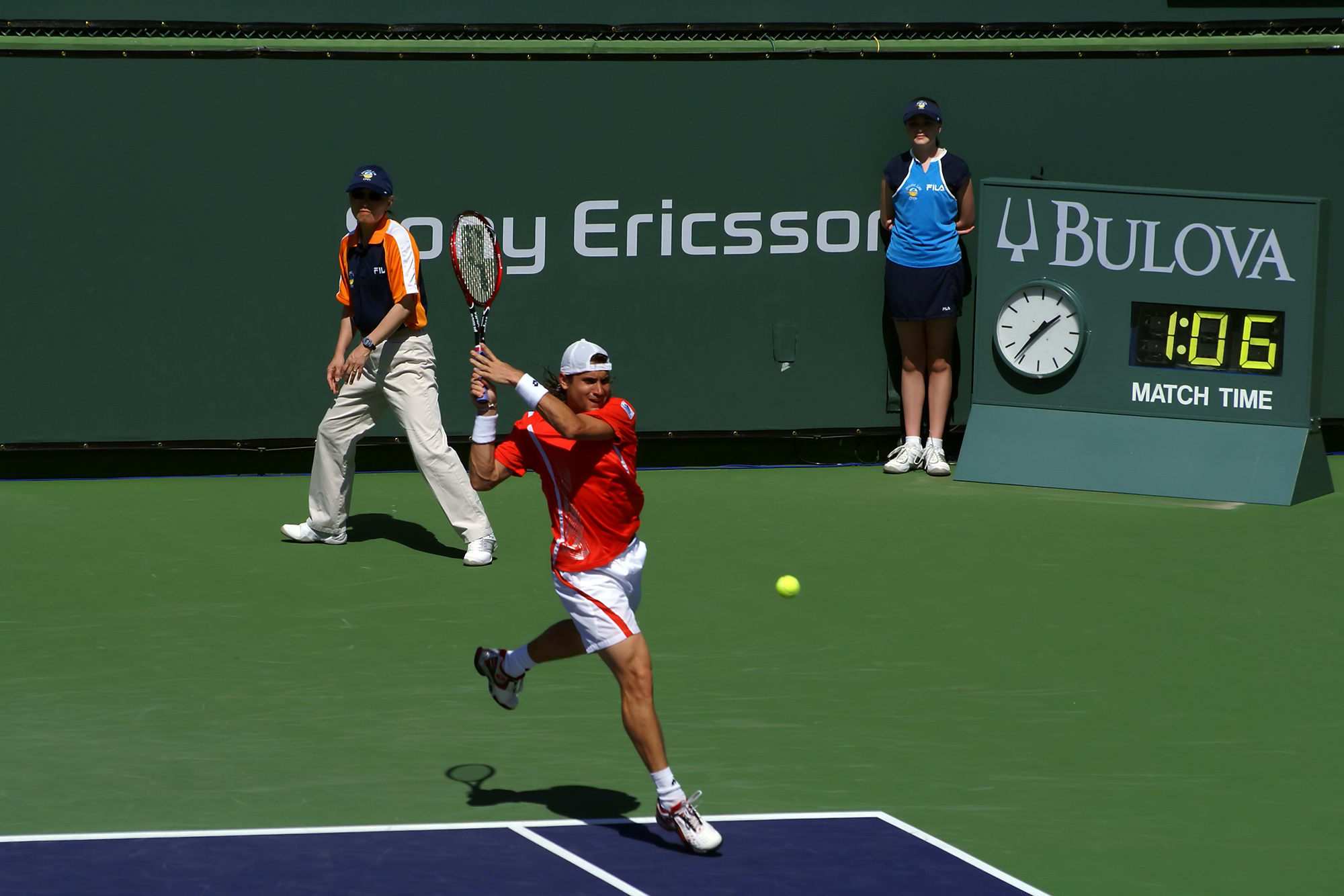
Ferrer bei den Pacific Life Open 2008

 In Tokio gewann er mit einem Sieg über Richard Gasquet seinen dritten Saisontitel, beim Paris Masters erreichte er zum ersten Mal das Viertelfinale. Durch seine guten Resultate rückte er im Ranking auf Position 8 vor, damit qualifizierte er sich erstmals für den Tennis Masters Cup. Dort war Ferrer die große Überraschung: mit Siegen über Gasquet, Nadal und Đoković blieb er in der Gruppenphase als einziger Spieler ungeschlagen. Im Halbfinale besiegte er auch noch Andy Roddick, wie zuvor schon alle Gruppengegner, ohne Satzverlust. Im Endspiel fand er allerdings seinen Meister in Titelverteidiger Roger Federer. Am Jahresende stand Ferrer in der Weltrangliste auf Position 5.

### 2008–2009: Zweifacher Davis-Cup-Sieg
Das neue Jahr 2008 begann mit einem ersten Viertelfinaleinzug in Melbourne, wo er dem späteren Champion Novak Đoković unterlag. Die Sandplatzsaison brachte dann den ersten Saisontitel, beim Finalsieg über Almagro triumphierte er erstmals in seiner Heimatstadt Valencia. Das Viertelfinale von Monte Carlo verlor er gegen Rafael Nadal, dem er eine Woche später in Barcelona in seinem zweiten Saisonfinale erneut unterlag. Bei den French Open erreichte er wie 2005 das Viertelfinale, musste aber Lokalmatador Gaël Monfils den Vortritt lassen. Die Rasensaison begann für Ferrer in ’s-Hertogenbosch, wo er sich mit einem Sieg über Marc Gicquel den zweiten Saisontitel und seinen ersten Titel auf Gras sicherte. In Wimbledon musste er sich bereits in der dritten Runde dem Kroaten Mario Ančić geschlagen geben. Bei den US Open setzte es in der dritten Runde eine überraschende Niederlage gegen die Nr. 126 der Welt, Kei Nishikori. Auch bei den weiteren Turnieren war Ferrer nur mäßig erfolgreich, er beendete das Jahr auf Position 12. Mit Spanien gewann er mit einem 3:1-Finalsieg über Argentinien Ende der Saison den Davis Cup.

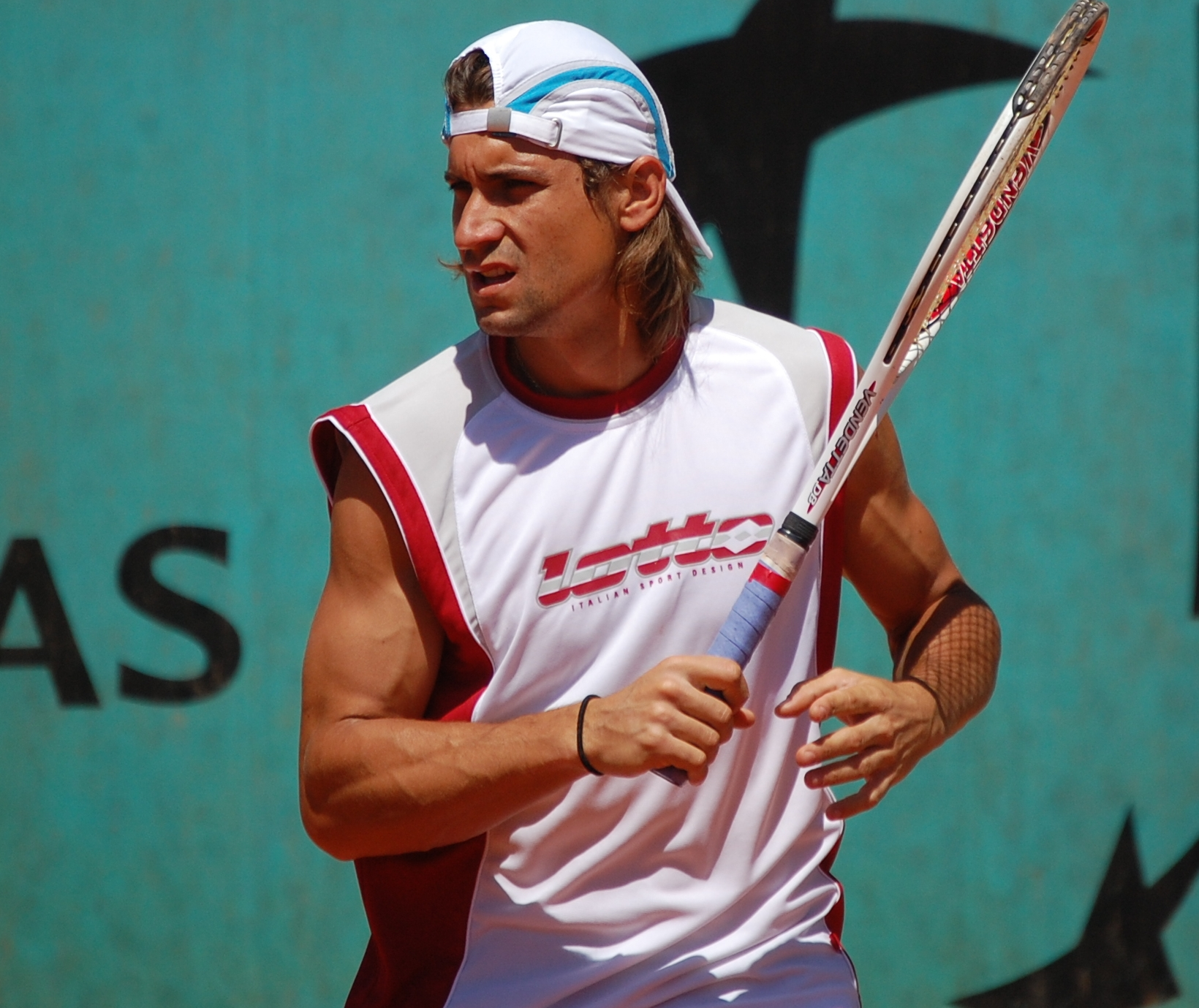
Ferrer bei den French Open 2009

Die Saison 2009 lief für Ferrer durchwachsen. Bei den Grand-Slam-Turnieren kam er nie über die dritte Runde hinaus, in Flushing Meadows scheiterte er sogar in Runde zwei. Erstmals seit der Saison 2005 gewann er kein ATP-Turnier. Bei den Turnieren in Dubai und Barcelona zog er jeweils ins Endspiel ein, musste sich aber Đoković bzw. Nadal geschlagen geben. Unbestrittene Erfolge dieser Saison waren seine Auftritte im Davis Cup. Im Finale gegen Tschechien gewann er seine Partien allesamt und trug so entscheidend zur erfolgreichen Titelverteidigung der spanischen Mannschaft bei.

### 2010–2011: Drei Masters-Finals, dritter Davis-Cup-Titel
Nach einer langen Durststrecke gewann Ferrer zu Beginn der Saison 2010 wieder ein Turnier, das ATP-500-Turnier in Acapulco, wo er im Finale die ehemalige Nummer 1, Juan Carlos Ferrero, schlug. Im weiteren Verlauf der Sandplatzsaison blieb er erfolgreich und erreichte im Mai in Rom zum ersten Mal das Finale bei einem Masters-Turnier, wo er Titelverteidiger Rafael Nadal mit 5:7, 2:6 unterlag. In Roland Garros, wo er als Geheimtipp gehandelt wurde, schied er überraschend früh (dritte Runde) und glatt in drei Sätzen gegen den Österreicher Jürgen Melzer aus. Nach seiner Achtelfinalniederlage in fünf Sätzen gegen Robin Söderling in Wimbledon verlief auch die nordamerikanische Hartplatzsaison kaum besser – bei den US Open scheiterte er ebenfalls im Achtelfinale. Im Herbst erreichte er in Kuala Lumpur das Halbfinale, beim ATP-500-Turnier in Peking kam Ferrer sogar ins Finale, wo er an Đoković scheiterte. Mit den gesammelten Punkte rückte er nach zwei Jahren wieder in die Top 10 vor. Er bestätigte seine gute Form bei dem von ihm mitorganisierten Heimatturnier in Valencia, bei dem er das Finale erreichte, wo er den Lucky Loser Marcel Granollers in zwei Sätzen besiegte – zugleich war dies sein erster Titelgewinn in der Halle. Nach dem BNP Paribas Masters, wo er im Achtelfinale ausschied, stand er in der Weltrangliste unter den besten acht Spielern und war damit für die ATP World Tour Finals qualifiziert. Dort konnte Ferrer aber nicht an die zuletzt gezeigten Leistungen anknüpfen: er verlor alle Gruppen-Spiele und gewann nicht einen Satz. Dennoch beendete er, zum zweiten Mal nach 2007, das Jahr in den Top 10.

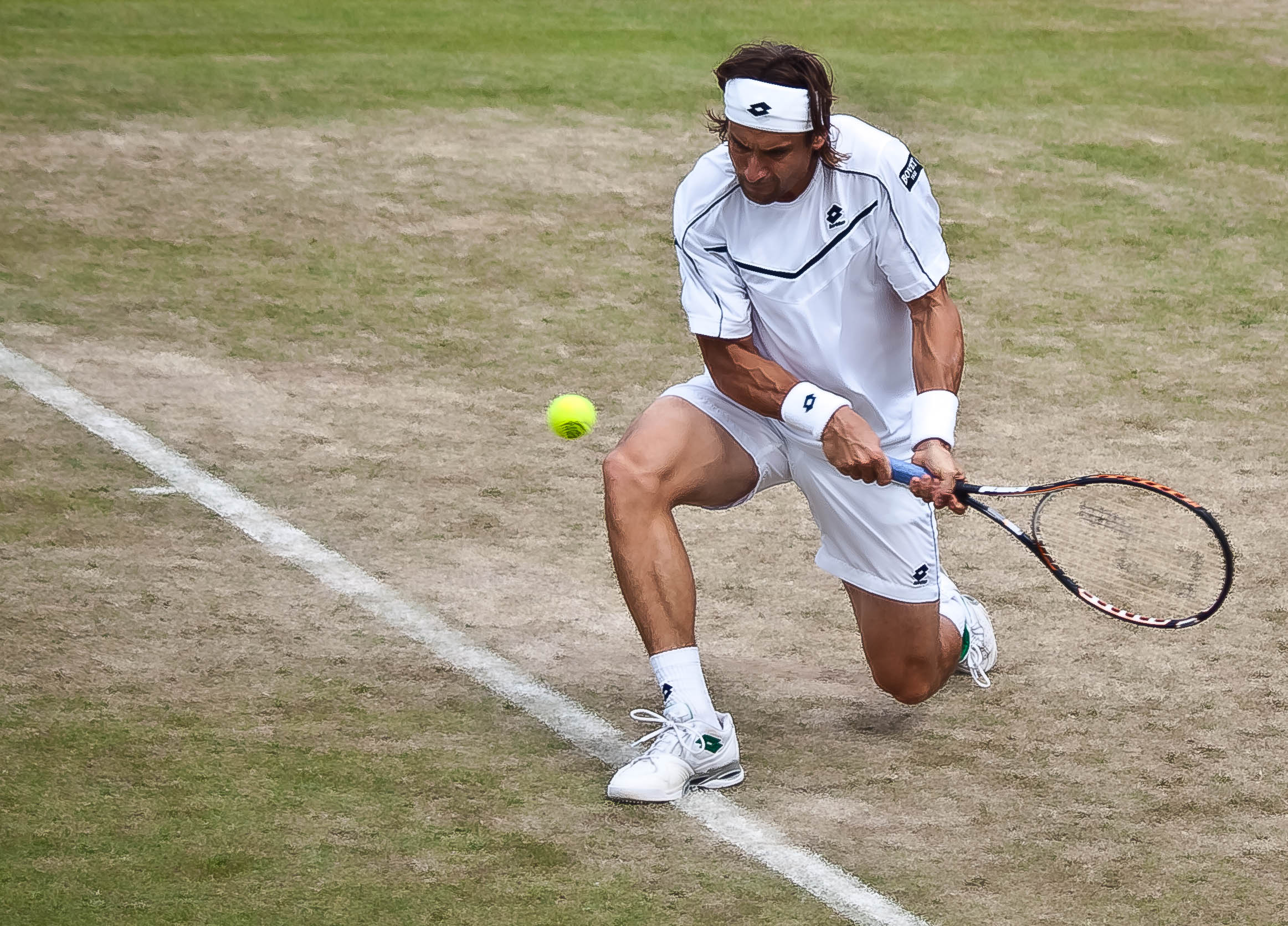
Ferrer in Wimbledon 2011

Ferrer startete in die Saison 2011 mit einem Titelgewinn beim Turnier in Auckland, einem Vorbereitungsturnier für die Australian Open, wo er im Finale David Nalbandian mit 6:3, 6:2 besiegte. Seine gute Form konnte er auch in Melbourne unter Beweis stellen: er zog mit einem Sieg über den Weltranglistenersten Nadal in die Vorschlussrunde ein – sein zweites Grand-Slam-Halbfinale nach den US Open 2007 – musste sich dort aber Andy Murray geschlagen geben. Im Februar verteidigte er seinen Titel in Acapulco mit einem Finalsieg über Nicolás Almagro. Beim darauffolgenden Masters-Turnier in Indian Wells setzte es eine Auftaktniederlage, in Miami erreichte er das Viertelfinale. Die europäische Sandplatzsaison eröffnete Ferrer erfolgreich in Monte Carlo, wo er nach 2010 in Rom sein zweites Finale bei einem Masters-Turnier erreichte. Wie im Vorjahr musste er sich nach einem umkämpften Match seinem Landsmann Nadal geschlagen geben. Eine Woche später in Barcelona trafen die beiden im Finale erneut aufeinander, auch diesmal verlor Ferrer in zwei Sätzen.
Bei den French Open zog er, nachdem er zuvor Jarkko Nieminen, Julien Benneteau und Serhij Stachowskyj jeweils in drei Sätzen besiegt hatte, ins Achtelfinale ein, wo er nach über vier Stunden mit 4:6, 6:2, 5:7, 6:1, 6:8 gegen Gaël Monfils ausschied. In Wimbledon schied er gegen Jo-Wilfried Tsonga ebenfalls im Achtelfinale aus. Im Juli erreichte er in Båstad ein weiteres Finale, das er gegen Lokalmatador Robin Söderling in zwei Sätzen verlor. Wegen einer Handgelenksverletzung musste er den Großteil der nordamerikanischen Hartplatzsaison auslassen, er konnte erst in Cincinnati wieder eingreifen. Bei den US Open scheiterte er wie bei den Majors zuvor im Achtelfinale, als er Andy Roddick in vier Sätzen unterlag. In Asien war Ferrer wieder erfolgreicher, in Tokio drang er ins Halbfinale vor, in Shanghai erreichte er zum dritten Mal in seiner Karriere das Finale eines Masters-Turniers, musste sich aber erneut Andy Murray geschlagen geben. Sein Punktekonto war jedoch ausreichend, um sich zum dritten Mal für die ATP World Tour Finals zu qualifizieren. In Valencia scheiterte er als Titelverteidiger im Halbfinale an Juan Mónaco und in Paris im Viertelfinale überraschend an John Isner. Bei den Tour Finals in London qualifizierte er sich mit Siegen über Murray und den Weltranglistenersten Novak Đoković, den er erstmals auf Hartplatz besiegen konnte, für das Halbfinale. Damit überstand er bei der Jahresabschlussveranstaltung zum zweien Mal die Gruppenphase, ehe er sich dem späteren Sieger Federer geschlagen geben musste. Saisonabschluss bildete der Sieg beim Davis-Cup-Finale: Ferrer konnte die argentinische Nummer eins, Juan Martín del Potro, in fünf Sätzen niederringen und so entscheidend zum 3:1-Erfolg beitragen. Damit gehörte er bereits zum dritten Mal nach 2008 und 2009 der siegreichen spanischen Mannschaft an. Ferrer beendete die Saison wie 2007 auf Position fünf und damit zum dritten Mal in den Top 10.

### 2012: Sieben Titel in einer Saison

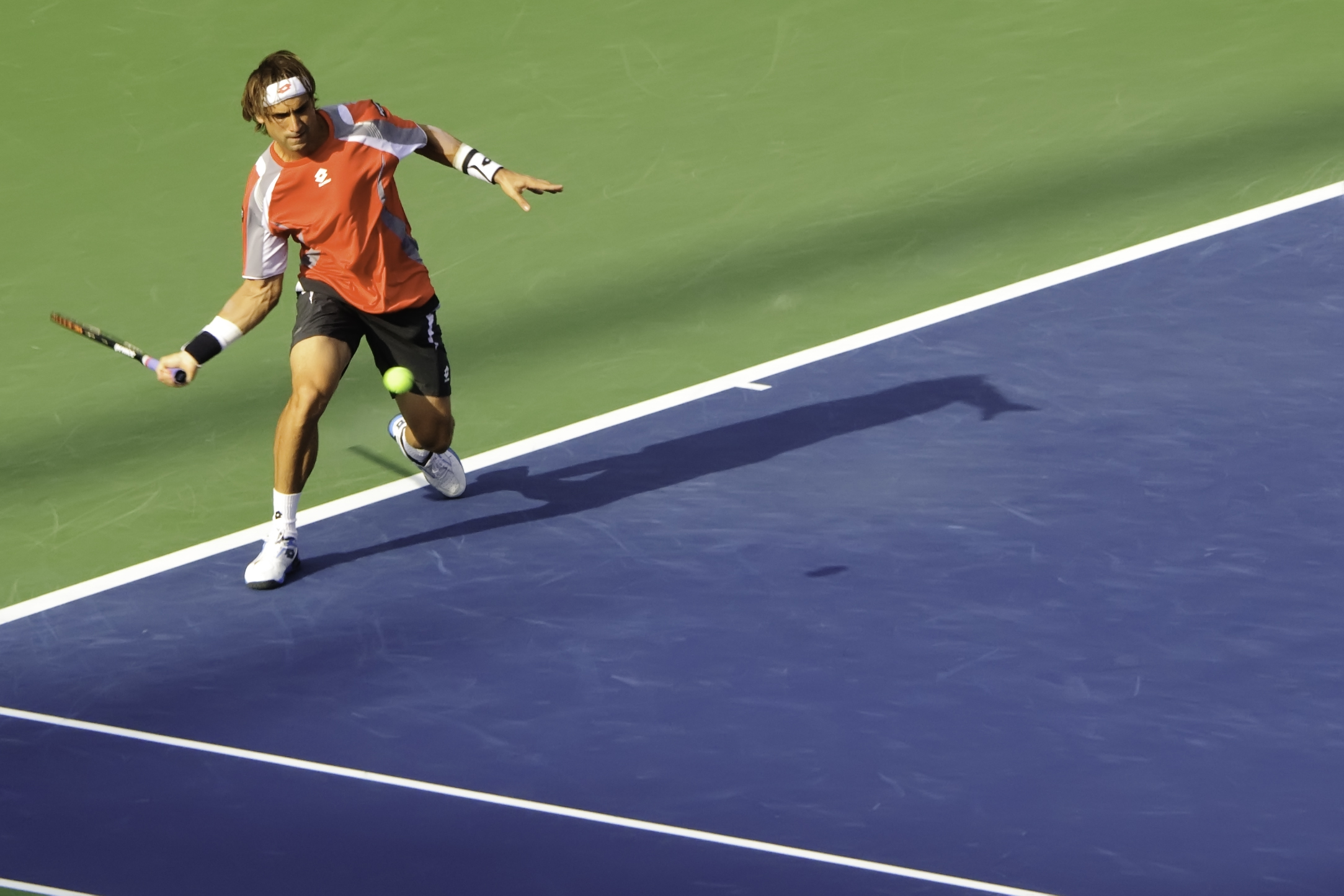
David Ferrer bei den US Open 2012

Ferrer startete in Auckland erfolgreich in die Saison 2012, er verteidigte seinen Titel aus dem Vorjahr mit einem Finalsieg über Olivier Rochus. Bei den Australian Open erreichte er das Viertelfinale, verlor dort aber gegen den Weltranglistenersten Đoković. Danach konnte er in Südamerika auf Sand zwei weitere Turniersiege feiern: in Buenos Aires besiegte er im Finale Almagro, in Acapulco Fernando Verdasco. Auch die Sandplatzsaison in Europa war mit Ausnahme einer Auftaktniederlage in Monte Carlo zufriedenstellend: in Barcelona erreichte er das Finale, in Rom das Halbfinale; beide Male verlor er gegen Nadal. 2012 konnte er erstmals ins Halbfinale der French Open vorstoßen, er war dort aber erneut seinem Landsmann Nadal in drei Sätzen klar unterlegen. Die Rasensaison begann in ’s-Hertogenbosch mit einem Finalsieg über Philipp Petzschner. Auch in Båstad holte er nach 2007 zum zweiten Mal den Titel, indem er im Finale zum wiederholten Male Almagro besiegen konnte. In Wimbledon erreichte er erstmals das Viertelfinale, wo er gegen Andy Murray ausschied. Bei den Olympischen Spielen in London trat Ferrer wie schon 2008 sowohl im Einzel als auch im Doppel an. Während er im Einzel überraschend im Achtelfinale dem Japaner Kei Nishikori unterlag, konnte er mit Feliciano López bis ins Halbfinale vorrücken. Dort unterlagen sie den Franzosen Michaël Llodra und Jo-Wilfried Tsonga in einem langen Match mit 3:6, 6:4, [16:18]. Auch im Spiel um Bronze verloren Ferrer und López gegen ein französisches Doppel, Julien Benneteau und Richard Gasquet bezwangen die Spanier mit 7:6 (7:4) und 6:2. Bis zu den Spielen hatten Ferrer und López zusammen kein einziges Doppelmatch auf ATP-Ebene gewinnen können. Die Vorbereitung auf die US Open verlief durchwachsen. Nach den Olympischen Spielen ließ Ferrer das Masters-Turnier in Toronto aus, in Cincinnati schied er bereits in seinem Auftaktspiel gegen Stan Wawrinka aus. Bei den US Open konnte Ferrer im Viertelfinale Janko Tipsarević schlagen, ehe er dem Weltranglistenzweiten Novak Đoković im Halbfinale in vier Sätzen unterlag. Im Herbst feierte der Spanier zwei weitere Turniersiege: bei seinem Heimatturnier in Valencia holte er sich mit einem Finalsieg über Oleksandr Dolhopolow zum dritten Mal den Titel und wurde damit Rekordsieger des Turniers. Schon eine Woche darauf feierte Ferrer seinen größten Karrieresieg: in Paris-Bercy gewann er im Finale gegen Jerzy Janowicz und war nun erstmals bei einem Turnier der Masters-Kategorie siegreich. Bei den ATP World Tour Finals in London verpasste er nur knapp die Qualifikation für das Halbfinale.

### 2013: French-Open-Finale
Wie schon die beiden Jahre zuvor gewann Ferrer 2013 seinen ersten Saisontitel in Auckland, wo er zum insgesamt vierten Mal siegte. Nach der Niederlage im Australian-Open-Halbfinale gegen den topgesetzten Novak Đoković rückte Ferrer in der Weltrangliste wieder auf den vierten Rang, den er bereits 2008 innehatte. Nach seinem Titelgewinn in Buenos Aires verlor er dann zwei Endspiele, in Acapulco deutlich mit 0:6 und 2:6 gegen Rafael Nadal, in Miami knapp gegen Andy Murray. Beim Turnier in Oeiras unterlag er im Finale Stan Wawrinka. Bei den Madrid Masters und den Rom Masters scheiterte Ferrer jeweils im Viertelfinale gegen Nadal. So auch im Finale der French Open (in drei Sätzen), wo er zum ersten Mal in seiner Karriere – und sogar ohne Satzverlust – das Finale eines Grand-Slam-Turniers erreichte, wenn auch er im Finale Nadal nichts entgegenzusetzen hatte. In Wimbledon zog er wie im Vorjahr ins Viertelfinale ein, das er in drei Sätzen gegen Juan Martín del Potro verlor. Nach dem Turnier wurde David Ferrer erstmals in seiner Karriere auf Rang drei der Weltrangliste geführt, seiner bislang besten Platzierung. Bei den US Open erreichte er auch im vierten Grand-Slam-Turnier der Tour 2013 das Viertelfinale, das er gegen Richard Gasquet in fünf Sätzen verlor.
Bei den folgenden Turnieren in Asien spielte Ferrer lediglich beim Masters in Shanghai. Er scheiterte im Achtelfinale gegen Florian Mayer mit 4:6, 3:6. Bei den Stockholm Open scheiterte Ferrer im Finale an Grigor Dimitrow mit 6:2, 3:6 und 4:6, nachdem er Ernests Gulbis im Halbfinale 3:6, 6:4 und 6:1 besiegt hatte. In Valencia erreichte er erneut das Finale, verlor aber auch dieses gegen Michail Juschny mit 3:6, 5:7. Wie schon im Vorjahr zog er beim Masters in Paris nach Siegen unter anderem über Rafael Nadal und Tomáš Berdych erneut ins Endspiel ein, wo er sich mit 5:7 und 5:7 Novak Đoković geschlagen geben musste. Bei den abschließenden World Tour Finals verlor er sämtliche Gruppenspiele. Er beendete die Saison auf Rang drei der Weltrangliste.

### 2014–2015: Weitere erfolgreiche Jahre
In der Saison 2014 startete er mit dem Viertelfinaleinzug bei den Australian Open gut ins Jahr. Er scheiterte in vier Sätzen an Tomáš Berdych. In Buenos Aires verteidigte er kurz darauf seinen Vorjahrestitel erfolgreich, als er im Finale Fabio Fognini mit 6:4 und 6:3 besiegte. In der Sandplatz-Saison gelangen ihm bei den Masters-Turnieren in Monte-Carlo und Madrid Halbfinalteilnahmen, bei den French Open scheiterte er wie schon bei den Australian Open im Viertelfinale. Diesmal unterlag er in vier Sätzen Nadal. Weniger erfolgreich verlief das Grand-Slam-Turnier in Wimbledon, bei dem Ferrer nicht über die zweite Runde hinaus kam. Beim ATP-Turnier in Hamburg erreichte er sein zweites Saisonfinale, das er gegen Leonardo Mayer mit 7:6 (7:3), 1:6 und 6:7 (4:7) verlor. Auch beim Masters in Cincinnati gelang ihm im August der Finaleinzug. Im Endspiel erwies sich Roger Federer jedoch mit 3:6, 6:1 und 2:6 als zu stark für Ferrer. Bei den US Open schied er in der dritten Runde aus. Zum Saisonende hin stand Ferrer auch in Wien im Finale und traf in diesem auf Andy Murray. Murray gewann die Partie mit 5:7, 6:2 und 7:5. Die Qualifikation für die World Tour Finals verpasste er knapp, kam als erster Reservist aber noch zu einem Einsatz. Als Ersatzmann für Milos Raonic unterlag er in drei Sätzen Kei Nishikori.
2015 gelang Ferrer zum Saisonauftakt der Turniersieg in Doha, nachdem er Tomáš Berdych im Finale mit 6:4 und 7:5 bezwang. Bei den Australian Open schied er im Achtelfinale gegen Kei Nishikori aus. Bis Anfang März folgten zwei weitere Titelgewinne: im Februar besiegte er im Finale von Rio de Janeiro Fabio Fognini in zwei Sätzen, eine Woche später setzte er sich auch im Endspiel von Acapulco durch, als er Kei Nishikori mit 6:3 und 7:5 schlug. Bei den Masters-Turnieren von Miami, Monte-Carlo und Madrid erreichte er jeweils das Viertelfinale, in Rom schaffte er es ins Halbfinale. Dort besiegte ihn Novak Đoković in zwei Sätzen. In Roland Garros scheiterte er im Viertelfinale an Andy Murray in vier Sätzen. Seine Teilnahme in Wimbledon sagte er wegen einer Ellbogenverletzung ab und gab erst bei den US Open sein Comeback. Dort erreichte er die dritte Runde. Im Oktober sicherte sich Ferrer zunächst in Kuala Lumpur mit einem Zweisatz-Sieg im Finale gegen Feliciano López seinen vierten Saisontitel, ehe sein fünfter Titel im Jahr 2015 in Wien folgte. Dort bezwang er im Endspiel Steve Johnson mit 4:6, 6:4 und 7:5. Die vielen guten Ergebnisse reichten ihm für die Qualifikation für die World Tour Finals, bei denen er alle drei Vorrundenspiele verlor.

### 2016–2019: Letzter Titel und Karriereende
In der Saison 2016 blieb Ferrer erstmals seit 2009 ohne Titelgewinn und seit 2004 ohne Finalteilnahme. Die Australian Open verliefen mit einer Viertelfinalteilnahme noch gut, die übrigen Saison blieb jedoch ohne Höhepunkte. Mehrere Male wurde er auch von Verletzungen gebremst und sagte entweder Turnierteilnahmen im Vorfeld ab oder gab im Turnierverlauf auf. Er vertrat im Sommer Spanien bei den Olympischen Spielen in Rio de Janeiro, bei denen er im Einzel in der zweiten Runde in drei Sätzen gegen Jewgeni Donskoi ausschied. Im Doppel startete er an der Seite von Roberto Bautista Agut, mit dem er das Viertelfinale erreichte. Sie unterlagen in diesem in zwei Sätzen den US-Amerikanern Steve Johnson und Jack Sock.
2017 kam Ferrer bei keinem der vier Grand-Slam-Turniere über die dritte Runde hinaus. Sein bestes Abschneiden bei einem Turnier der höheren Wertungskategorien war der Halbfinaleinzug beim Cincinnati Masters. Gegen Nick Kyrgios scheiterte er in zwei Sätzen. In Båstad gewann er seinen 27. und letzten Karrieretitel, nachdem er sich im Finale gegen Oleksandr Dolhopolow mit 6:4 und 6:4 durchsetzte. Gänzlich ohne Höhepunkte verlief die Saison 2018. Bei sämtlichen Grand-Slam-Turniere schied Ferrer in der ersten Runde aus und musste insbesondere in der zweiten Saisonhälfte auf der World Tour ausschließlich Auftaktniederlagen hinnehmen. Die US Open waren schließlich Ferrers letzte Grand-Slam-Turnierteilnahme. Bei seiner Erstrundenpartie gegen Rafael Nadal musste er im zweiten Satz verletzungsbedingt aufgeben. Sein letztes Turnier des Jahres bestritt er etwa einen Monat später beim Challenger-Turnier in Monterrey, das er mit einem Finalerfolg über Ivo Karlović gewann. 2019 trat Ferrer noch bei sechs Turniere an und beendete nach einer Zweitrundenniederlage gegen Alexander Zverev beim Madrid Masters seine Karriere.

## Leistungsbilanz

### Finalteilnahmen
Einzel
| Anzahl von Turniersiegen und Finalteilnahmen bei unterschiedlichen Turnieren und Platzbelägen |                                 |                      |               |                                 |                          |
|                                                                                               | Siege                           | Siege                |               | Finalteilnahmen                 | Finalteilnahmen          |
|                                                                                               | Kategorien                      | Beläge               |               | Kategorien                      | Beläge                   |
|                                                                                               | Grand Slam (0)                  | Hartplatz (12)       |               | Grand Slam (1)                  | Hartplatz (22)           |
|                                                                                               | ATP World Tour Finals (0)       | Rasen (2)            |               | ATP World Tour Finals (1)       | Rasen (2)                |
|                                                                                               | ATP World Tour Masters 1000 (1) | Sand (13)            |               | ATP World Tour Masters 1000 (7) | Sand (28)                |
|                                                                                               | ATP World Tour 500 (10)         |                      |               | ATP World Tour 500 (19)         |                          |
|                                                                                               | ATP World Tour 250 (16)         |                      |               | ATP World Tour 250 (24)         |                          |
| Detaillierte Darstellung der Turniersiege                                                     |                                 |                      |               |                                 |                          |
| Nr.                                                                                           | Datum                           | Turnier              | Belag         | Finalgegner                     | Ergebnis                 |
| 01.                                                                                           | 15. September 2002              | Bukarest             | Sand          | José Acasuso                    | 6:3, 6:2                 |
| 02.                                                                                           | 23. Juli 2006                   | Stuttgart            | Sand          | José Acasuso                    | 6:4, 3:6, 6:73, 7:5, 6:4 |
| 03.                                                                                           | 11. Januar 2007                 | Auckland (1)         | Hartplatz     | Tommy Robredo                   | 6:4, 6:2                 |
| 04.                                                                                           | 15. Juli 2007                   | Båstad (1)           | Sand          | Nicolás Almagro                 | 6:1, 6:2                 |
| 05.                                                                                           | 07. Oktober 2007                | Tokio                | Hartplatz     | Richard Gasquet                 | 6:1, 6:2                 |
| 06.                                                                                           | 20. April 2008                  | Valencia (1)         | Sand          | Nicolás Almagro                 | 4:6, 6:2, 7:62           |
| 07.                                                                                           | 21. Juni 2008                   | ’s-Hertogenbosch (1) | Rasen         | Marc Gicquel                    | 6:4, 6:2                 |
| 08.                                                                                           | 28. Februar 2010                | Acapulco (1)         | Sand          | Juan Carlos Ferrero             | 6:3, 3:6, 6:1            |
| 09.                                                                                           | 07. November 2010               | Valencia (2)         | Hartplatz (i) | Marcel Granollers               | 7:5, 6:3                 |
| 10.                                                                                           | 15. Januar 2011                 | Auckland (2)         | Hartplatz     | David Nalbandian                | 6:3, 6:2                 |
| 11.                                                                                           | 26. Februar 2011                | Acapulco (2)         | Sand          | Nicolás Almagro                 | 7:64, 6:72, 6:2          |
| 12.                                                                                           | 14. Januar 2012                 | Auckland (3)         | Hartplatz     | Olivier Rochus                  | 6:3, 6:4                 |
| 13.                                                                                           | 26. Februar 2012                | Buenos Aires (1)     | Sand          | Nicolás Almagro                 | 4:6, 6:3, 6:2            |
| 14.                                                                                           | 03. März 2012                   | Acapulco (3)         | Sand          | Fernando Verdasco               | 6:1, 6:2                 |
| 15.                                                                                           | 23. Juni 2012                   | ’s-Hertogenbosch (2) | Rasen         | Philipp Petzschner              | 6:3, 6:4                 |
| 16.                                                                                           | 15. Juli 2012                   | Båstad (2)           | Sand          | Nicolás Almagro                 | 6:2, 6:2                 |
| 17.                                                                                           | 28. Oktober 2012                | Valencia (3)         | Hartplatz (i) | Oleksandr Dolhopolow            | 6:1, 3:6, 6:4            |
| 18.                                                                                           | 04. November 2012               | Paris                | Hartplatz (i) | Jerzy Janowicz                  | 6:4, 6:3                 |
| 19.                                                                                           | 12. Januar 2013                 | Auckland (4)         | Hartplatz     | Philipp Kohlschreiber           | 7:65, 6:1                |
| 20.                                                                                           | 24. Februar 2013                | Buenos Aires (2)     | Sand          | Stan Wawrinka                   | 6:4, 3:6, 6:1            |
| 21.                                                                                           | 16. Februar 2014                | Buenos Aires (3)     | Sand          | Fabio Fognini                   | 6:4, 6:3                 |
| 22.                                                                                           | 10. Januar 2015                 | Doha                 | Hartplatz     | Tomáš Berdych                   | 6:4, 7:5                 |
| 23.                                                                                           | 22. Februar 2015                | Rio de Janeiro       | Sand          | Fabio Fognini                   | 6:2, 6:3                 |
| 24.                                                                                           | 1. März 2015                    | Acapulco (4)         | Hartplatz     | Kei Nishikori                   | 6:3, 7:5                 |
| 25.                                                                                           | 4. Oktober 2015                 | Kuala Lumpur         | Hartplatz (i) | Feliciano López                 | 7:5, 7:5                 |
| 26.                                                                                           | 25. Oktober 2015                | Wien                 | Hartplatz (i) | Steve Johnson                   | 4:6, 6:4, 7:5            |
| 27.                                                                                           | 23. Juli 2017                   | Båstad (3)           | Sand          | Oleksandr Dolhopolow            | 6:4, 6:4                 |
| Detaillierte Darstellung der verlorenen Endspiele                                             |                                 |                      |               |                                 |                          |
| Nr.                                                                                           | Datum                           | Turnier              | Belag         | Finalgegner                     | Ergebnis                 |
| 01.                                                                                           | 21. Juli 2002                   | Umag                 | Sand          | Carlos Moyá                     | 2:6, 3:6                 |
| 02.                                                                                           | 03. August 2003                 | Sopot                | Sand          | Guillermo Coria                 | 5:7, 1:6                 |
| 03.                                                                                           | 10. April 2005                  | Valencia (1)         | Sand          | Igor Andrejew                   | 3:6, 7:5, 3:6            |
| 04.                                                                                           | 18. November 2007               | Shanghai             | Hartplatz (i) | Roger Federer                   | 2:6, 3:6, 2:6            |
| 05.                                                                                           | 04. Mai 2008                    | Barcelona (1)        | Sand          | Rafael Nadal                    | 1:6, 6:4, 1:6            |
| 06.                                                                                           | 28. Februar 2009                | Dubai                | Hartplatz     | Novak Đoković                   | 5:7, 3:6                 |
| 07.                                                                                           | 26. April 2009                  | Barcelona (2)        | Sand          | Rafael Nadal                    | 2:6, 5:7                 |
| 08.                                                                                           | 21. Februar 2010                | Buenos Aires         | Sand          | Juan Carlos Ferrero             | 7:5, 4:6, 3:6            |
| 09.                                                                                           | 02. Mai 2010                    | Rom                  | Sand          | Rafael Nadal                    | 5:7, 2:6                 |
| 10.                                                                                           | 10. Oktober 2010                | Peking               | Hartplatz     | Novak Đoković                   | 2:6, 4:6                 |
| 11.                                                                                           | 17. April 2011                  | Monte Carlo          | Sand          | Rafael Nadal                    | 4:6, 5:7                 |
| 12.                                                                                           | 24. April 2011                  | Barcelona (3)        | Sand          | Rafael Nadal                    | 2:6, 4:6                 |
| 13.                                                                                           | 17. Juli 2011                   | Båstad               | Sand          | Robin Söderling                 | 2:6, 2:6                 |
| 14.                                                                                           | 16. Oktober 2011                | Shanghai             | Hartplatz     | Andy Murray                     | 5:7, 4:6                 |
| 15.                                                                                           | 29. April 2012                  | Barcelona (4)        | Sand          | Rafael Nadal                    | 6:71, 5:7                |
| 16.                                                                                           | 02. März 2013                   | Acapulco             | Sand          | Rafael Nadal                    | 0:6, 2:6                 |
| 17.                                                                                           | 31. März 2013                   | Miami                | Hartplatz     | Andy Murray                     | 6:2, 4:6, 6:71           |
| 18.                                                                                           | 05. Mai 2013                    | Oeiras               | Sand          | Stan Wawrinka                   | 1:6, 4:6                 |
| 19.                                                                                           | 09. Juni 2013                   | French Open          | Sand          | Rafael Nadal                    | 3:6, 2:6, 3:6            |
| 20.                                                                                           | 20. Oktober 2013                | Stockholm            | Hartplatz (i) | Grigor Dimitrow                 | 6:2, 3:6, 4:6            |
| 21.                                                                                           | 27. Oktober 2013                | Valencia (2)         | Hartplatz (i) | Michail Juschny                 | 3:6, 5:7                 |
| 22.                                                                                           | 03. November 2013               | Paris                | Hartplatz (i) | Novak Đoković                   | 5:7, 5:7                 |
| 23.                                                                                           | 20. Juli 2014                   | Hamburg              | Sand          | Leonardo Mayer                  | 7:63, 1:6, 6:74          |
| 24.                                                                                           | 17. August 2014                 | Cincinnati           | Hartplatz     | Roger Federer                   | 3:6, 6:1, 2:6            |
| 25.                                                                                           | 19. Oktober 2014                | Wien                 | Hartplatz (i) | Andy Murray                     | 7:5, 2:6, 5:7            |

| Titel der ATP Challenger Tour |                 |           |       |                   |               |
| Nr.                           | Datum           | Turnier   | Belag | Finalgegner       | Ergebnis      |
| 01.                           | 19. August 2001 | Sopot     | Sand  | Łukasz Kubot      | 7:5, 3:6, 6:2 |
| 02.                           | 28. April 2002  | Neapel    | Sand  | Jean-René Lisnard | 6:1, 6:1      |
| 03.                           | 19. Mai 2002    | Valencia  | Sand  | Leonardo Olguín   | 6:4, 7:5      |
| 04.                           | 30. Juni 2002   | Sassuolo  | Sand  | Mariano Puerta    | 6:4, 6:1      |
| 05.                           | 25. August 2002 | Manerbio  | Sand  | Vadim Kutsenko    | 6:2, 6:0      |
| 06.                           | 7. Oktober 2018 | Monterrey | Sand  | Ivo Karlović      | 6:3, 6:4      |

Doppel
| Anzahl von Turniersiegen und Finalteilnahmen bei unterschiedlichen Turnieren und Platzbelägen |                        |              |       |                        |                               |               |
|                                                                                               | Siege                  | Siege        |       | Finalteilnahmen        | Finalteilnahmen               |               |
|                                                                                               | Turnierkategorien      | Platzbeläge  |       | Turnierkategorien      | Platzbeläge                   |               |
|                                                                                               | ATP World Tour 500 (1) | Sand (2)     |       | ATP World Tour 500 (2) | Sand (3)                      |               |
|                                                                                               | ATP World Tour 250 (1) |              |       | ATP World Tour 250 (1) |                               |               |
| Detaillierte Darstellung der Turniersiege                                                     |                        |              |       |                        |                               |               |
| Nr.                                                                                           | Datum                  | Turnier      | Belag | Partner                | Finalgegner                   | Ergebnis      |
| 01.                                                                                           | 06. Februar 2005       | Viña del Mar | Sand  | Santiago Ventura       | Gastón Etlis Martín Rodríguez | 6:3, 6:4      |
| 02.                                                                                           | 27. Februar 2005       | Acapulco     | Sand  | Santiago Ventura       | Jiří Vaněk Tomáš Zíb          | 4:6, 6:1, 6:4 |
| Detaillierte Darstellung der verlorenen Endspiele                                             |                        |              |       |                        |                               |               |
| Nr.                                                                                           | Datum                  | Turnier      | Belag | Partner                | Finalgegner                   | Ergebnis      |
| 01.                                                                                           | 02. März 2003          | Acapulco     | Sand  | Fernando Vicente       | Mark Knowles Daniel Nestor    | 3:6, 3:6      |

### Statistik
| Turnier                      | 2019              | 2018              | 2017              | 2016              | 2015              | 2014              | 2013              | 2012              | 2011              | 2010              | 2009              | 2008              | 2007              | 2006              | 2005              | 2004              | 2003              | 2002              | 2001              | 2000              | Gesamt  |
| ---------------------------- | ----------------- | ----------------- | ----------------- | ----------------- | ----------------- | ----------------- | ----------------- | ----------------- | ----------------- | ----------------- | ----------------- | ----------------- | ----------------- | ----------------- | ----------------- | ----------------- | ----------------- | ----------------- | ----------------- | ----------------- | ------- |
| Australian Open              | –                 | 1R                | 3R                | VF                | AF                | VF                | HF                | VF                | HF                | 2R                | 3R                | VF                | AF                | AF                | 1R                | 2R                | 1R                | –                 | –                 | –                 | HF      |
| French Open                  | –                 | 1R                | 2R                | AF                | VF                | VF                | F                 | HF                | AF                | 3R                | 3R                | VF                | 3R                | 3R                | VF                | 2R                | 2R                | –                 | –                 | –                 | F       |
| Wimbledon                    | –                 | 1R                | 3R                | 2R                | –                 | 2R                | VF                | VF                | AF                | AF                | 3R                | 3R                | 2R                | AF                | 1R                | 2R                | 2R                | –                 | –                 | –                 | VF      |
| US Open                      | –                 | 1R                | 1R                | 3R                | 3R                | 3R                | VF                | HF                | AF                | AF                | 2R                | 3R                | HF                | 3R                | 3R                | 1R                | 1R                | –                 | –                 | –                 | HF      |
| ATP Finals                   | –                 | –                 | –                 | –                 | RR                | RR                | RR                | RR                | HF                | RR                | –                 | –                 | F                 | –                 | –                 | –                 | –                 | –                 | –                 | –                 | F       |
| Indian Wells Masters         | –                 | 3R                | –                 | –                 | 3R                | –                 | 2R                | 3R                | 2R                | 2R                | AF                | 3R                | VF                | 2R                | 3R                | 1R                | 1R                | –                 | –                 | –                 | VF      |
| Miami Masters                | 3R                | 3R                | 2R                | 3R                | VF                | AF                | F                 | VF                | VF                | AF                | AF                | 2R                | AF                | HF                | HF                | 1R                | 1R                | –                 | –                 | –                 | F       |
| Monte Carlo Masters          | –                 | –                 | –                 | –                 | VF                | HF                | –                 | 2R                | F                 | HF                | AF                | VF                | VF                | VF                | VF                | –                 | 1R                | –                 | –                 | –                 | F       |
| Madrid Masters               | 2R                | –                 | AF                | AF                | VF                | HF                | VF                | VF                | VF                | HF                | 2R                | 2R                | 2R                | 2R                | VF                | 1R                | 2R                | –                 | n. a.             | n. a.             | HF      |
| Rom Masters                  | –                 | 1R                | 2R                | AF                | HF                | VF                | VF                | HF                | –                 | F                 | 1R                | 2R                | 1R                | 1R                | HF                | AF                | 2R                | –                 | –                 | –                 | F       |
| Hamburg Masters1             | nicht ausgetragen | nicht ausgetragen | nicht ausgetragen | nicht ausgetragen | nicht ausgetragen | nicht ausgetragen | nicht ausgetragen | nicht ausgetragen | nicht ausgetragen | nicht ausgetragen | nicht ausgetragen | AF                | VF                | VF                | 1R                | VF                | 1R                | –                 | –                 | –                 | VF      |
| Kanada Masters               | –                 | 1R                | AF                | –                 | –                 | VF                | 2R                | –                 | –                 | 1R                | 2R                | AF                | 2R                | 1R                | 2R                | 2R                | –                 | –                 | –                 | –                 | VF      |
| Cincinnati Masters           | –                 | 1R                | HF                | 1R                | –                 | F                 | AF                | 2R                | AF                | AF                | AF                | 2R                | VF                | VF                | 2R                | 1R                | –                 | –                 | –                 | –                 | F       |
| Shanghai Masters             | –                 | –                 | –                 | 1R                | 2R                | VF                | AF                | –                 | F                 | AF                | 2R                | nicht ausgetragen | nicht ausgetragen | nicht ausgetragen | nicht ausgetragen | nicht ausgetragen | nicht ausgetragen | nicht ausgetragen | nicht ausgetragen | nicht ausgetragen | F       |
| Stuttgart Masters3           | nicht ausgetragen | nicht ausgetragen | nicht ausgetragen | nicht ausgetragen | nicht ausgetragen | nicht ausgetragen | nicht ausgetragen | nicht ausgetragen | nicht ausgetragen | nicht ausgetragen | nicht ausgetragen | nicht ausgetragen | nicht ausgetragen | nicht ausgetragen | nicht ausgetragen | nicht ausgetragen | nicht ausgetragen | nicht ausgetragen | –                 | –                 | 0       |
| Paris Masters                | –                 | –                 | 1R                | 2R                | HF                | VF                | F                 | S                 | VF                | AF                | –                 | 2R                | VF                | 2R                | VF                | 1R                | –                 | –                 | –                 | –                 | 1       |
| Olympische Spiele            | nicht ausgetragen | nicht ausgetragen | nicht ausgetragen | 2R                | nicht ausgetragen | nicht ausgetragen | nicht ausgetragen | AF                | nicht ausgetragen | nicht ausgetragen | nicht ausgetragen | 1R                | nicht ausgetragen | nicht ausgetragen | nicht ausgetragen | –                 | nicht ausgetragen | nicht ausgetragen | nicht ausgetragen | –                 | 0       |
| Davis Cup                    | –                 | HF                | –                 | PO                | K1                | –                 | –                 | F                 | S                 | VF                | S                 | S                 | VF                | PO                | –                 | –                 | –                 | –                 | –                 | –                 | 3       |
| Turnierteilnahmen4           | 6                 | 16                | 22                | 22                | 19                | 25                | 24                | 22                | 20                | 23                | 24                | 23                | 25                | 25                | 28                | 31                | 27                | 7                 | 0                 | 0                 | 390     |
| Erreichte Finals             | 0                 | 0                 | 1                 | 0                 | 5                 | 4                 | 9                 | 8                 | 6                 | 5                 | 2                 | 3                 | 4                 | 1                 | 1                 | 0                 | 1                 | 2                 | 0                 | 0                 | 52      |
| Gewonnene Einzel-Titel       | 0                 | 0                 | 1                 | 0                 | 5                 | 1                 | 2                 | 7                 | 2                 | 2                 | 0                 | 2                 | 3                 | 1                 | 0                 | 0                 | 0                 | 1                 | 0                 | 0                 | 27      |
| Hartplatz-Siege/-Niederlagen | 4:3               | 6:10              | 11:10             | 19:12             | 36:10             | 28:15             | 35:16             | 33:8              | 32:12             | 26:16             | 21:13             | 16:15             | 37:14             | 17:13             | 16:11             | 3:10              | 6:10              | 0:1               | 0:0               | 0:0               | 346:200 |
| Sand-Siege/-Niederlagen      | 4:3               | 2:6               | 11:8              | 15:7              | 19:5              | 25:8              | 21:6              | 32:5              | 24:6              | 31:7              | 20:8              | 21:7              | 22:7              | 18:8              | 25:15             | 22:15             | 13:16             | 10:4              | 0:0               | 0:0               | 335:141 |
| Rasen-Siege/-Niederlagen     | 0:0               | 1:2               | 2:3               | 2:3               | 0:1               | 1:1               | 4:2               | 11:2              | 3:1               | 3:1               | 4:2               | 7:1               | 1:1               | 3:1               | 0:1               | 1:3               | 1:1               | 0:0               | 0:0               | 0:0               | 44:26   |
| Teppich-Siege/-Niederlagen   | nicht genutzt     | nicht genutzt     | nicht genutzt     | nicht genutzt     | nicht genutzt     | nicht genutzt     | nicht genutzt     | nicht genutzt     | nicht genutzt     | nicht genutzt     | nicht genutzt     | 0:0               | 1:1               | 3:4               | 2:2               | 3:3               | 0:0               | 0:1               | 0:0               | 0:0               | 7:8     |
| Gesamt-Siege/-Niederlagen4   | 8:6               | 9:18              | 24:21             | 36:22             | 55:16             | 54:24             | 60:24             | 76:15             | 59:19             | 60:24             | 45:23             | 44:23             | 61:23             | 41:26             | 43:29             | 29:31             | 20:27             | 10:6              | 0:0               | 0:0               | 734:377 |
| Jahresendposition            | 224               | 125               | 37                | 21                | 7                 | 10                | 3                 | 5                 | 5                 | 7                 | 17                | 12                | 5                 | 14                | 15                | 48                | 71                | 59                | 219               | 407               | N/A     |

Zeichenerklärung: S = Turniersieg; F, HF, VF, AF = Einzug ins Finale / Halbfinale / Viertelfinale / Achtelfinale; 1R, 2R, 3R = Ausscheiden in der 1. / 2. / 3. Hauptrunde; RR = Round Robin (Gruppenphase);
PO = Playoff (Auf- und Abstiegsrunde in der Davis-Cup-Weltgruppe); n. a. = Turnier wurde in dem Jahr nicht ausgetragen
1 Das Turnier von Hamburg ist seit 2009 nicht mehr Teil der Masters-Serie.

2 Das Turnier von Stockholm fand nur von 1990 bis 1995 als Masters-Turnier statt.

3 Das Turnier von Stuttgart fand 1995 einmal in Essen statt und war davor nicht Teil der Masters-Serie.

4 Hier gelten nur – wie auch bei bei Finalteilnahmen und gewonnenen Titeln – Turniere der ATP Tour sowie die vier Grand-Slam-Turniere und die ATP Finals; d. h. keine Challenger- und Future-Turniere oder Mannschaftswettbewerbe (Davis Cup oder World Team Cup).
4 Letztere zählen jedoch in den Sieg/Niederlagen-Statistiken rein. Kurzfristige Rücktritte vom Match zählen weder zu den Turnierteilnahmen (wenn in der ersten Runde) noch zur Siegesbilanz.